# Chronologie nahrávek skupiny Olympic 1974–1977
Článek Chronologie nahrávek skupiny Olympic 1974–1977 zpracovává dostupné informace o datu vzniku (známých) nahrávek Olympiku v období 1974–1977 a řadí je chronologicky. Nejde o 'diskografii' – nahrávky jednak nejsou řazeny podle data jejich vydání na nosičích a jednak zahrnuje také rozhlasové, filmové a TV nahrávky, z nichž některé donedávna ani na nosičích nevyšly. 

## Sestavy skupiny Olympic v tomto období a související události
V roce 1974 vyvrcholila několikaletá krize kapely. Skupina sice fungovala dál, ale z jejích písní se téměř vytratil rock. Odklon od rocku směrem ke střednímu proudu jí ale zároveň přinesl příležitost objevovat se v různých televizních pořadech, což ji tehdy existenčně zachránilo a zabránilo definitivnímu rozpadu. Skupina fungovala i jako doprovodná studiová kapela některých sólových zpěváků.  
14. ledna 1974  nastoupil do Olympiku na uvolněné místo baskytaristy Pavel Petráš (Crossfire, Mefisto). Olympic tedy vykročil do roku 1974 v sestavě Janda–Berka–Petráš–Hejduk.  
Novým manažerem Olympiku se stal Miloslav Zapletal. 
Petr Janda se jako zpěvák umístil na osmém (historicky nejvyšším) místě v anketě Zlatý slavík. 
Skupina se v roce 1975 opět neúspěšně zúčastnila Bratislavské lyry, tentokrát se skladbou Hůl. 
V televizi skupina sklízela úspěch se svými hity z 60. let (Dej mi víc své lásky, Želva, Ptáka Rosomák, Kufr…).
Hrála také spartakiádním cvičencům. 
28. října 1975 měl v Lucerně premiéru nový koncertní pořad Olympic ’76. 
Na konci roku 1975 vyměnila skupina opět baskytaristu – přišel Milan Broum, který dodal kapele opět rockový švih. 
V lednu 1976 skupina natočila v novém obsazení písničkový blok pro televizní pořad Hudební studio M.
Díky novému baskytaristovi Milanu Broumovi a stále se zlepšující kytarové hře Petr Jandy získala kapela výraznější a tvrdší zvuk se stopami jazzrocku. 
Přelomovou skladbou se stal Marathón, 11minutová kompozice s prvky jazzrocku, předzvěst nové éry Olympiku. 
Olympic se znovu neúspěšně zúčastnil Bratislavské lyry, tentokrát s písní On. 
20. prosince 1976 skupina pokřtila v Lucerně album 12 nej…, výběr hitů z let 1965–1973. 
Počátkem roku 1977 Olympic natočil první album s Milanem Broumem – Overhead (exportní kompilační deska pro Artii s písničkami z let 1973–77 s anglickými texty). U většiny nahrávek byl jen přezpíván text do angličtiny, několik jich však bylo nahráno nově i s podklady. 
Na jaře 1977 skupina natočila album Marathón (titulní skladba byla pro album zkrácena o čtyři minuty). 
V květnu 1977 se Olympic opět marně pokusila o úspěch na Bratislavské lyře – s písní Mám rád chvíle, kdy se něco děje. 
Na konci roku 1977 vychází LP Marathón. 
Prosinec 1977 – na vánoční koncert do Lucerny zve skupina hvězdy našeho rokenrolu jako Pavla Bobka, Petra Kaplana, Mikiho Volka, Pavla Sedláčka a další. 
V anketě Zlatý slavík byla zavedena nová kategorie skupin a Olympic získal v hlasování šesté místo.

## Olympic 1974–1977
| Skladba | Autoři                                                        | Délka                | Poznámka k obsazení                            | Datum vzniku nebo dokončení nahrávky       | První vydání na SP/EP/LP, v rozhlase/TV | Digitální vydání (CD aj.) |
| --- | ------------------------------------------------------------- | -------------------- | ---------------------------------------------- | ------------------------------------------ | --- | --- |
| Od 14. ledna 1974 – baskytara: Pavel Petráš |                                                               |                      |                                                |                                            | | |
| "Nezapomeň" (alt. verze) | Petr Janda / Pavel Chrastina                                  | 3:50                 | Baskytara: Pavel Petráš                        | 3. 1. 1974, TV studio Břevnov              | Dříve nevyšlo – pro TV film Mladýma očima (1974, čb), také Poslouchej mou píseň (1975).                                                             | • Olympic 50 – Hity, singly, rarity (Supraphon 2012) |
| "Létat nad zemí" |                                                               |                      |                                                | ?                                          | Dosud nevyšlo – pro TV film Mladýma očima (1974, čb).                                                                                               | |
| "Nehas, co tě nepálí" |                                                               |                      |                                                | ?                                          | Dosud nevyšlo – pro TV film Mladýma očima (1974, čb).                                                                                               | |
| "Poslouchej mou píseň" (alt. verze) | Petr Hejduk / Libor Křístek                                   |                      | (Jiná nahrávka než na desce)                   | ?                                          | V této verzi dosud nevyšlo – pro TV film Mladýma očima (1974, čb), také Poslouchej mou píseň (1975).                                                | |
| "Už je čas" (alt. verze) | Petr Janda / Václav Fischer                                   |                      | (Jiná nahrávka než na desce)                   | ?                                          | V této verzi dosud nevyšlo – pro TV film Metronom (1974, čb).                                                                                       | |
| "Otázky" (alt. verze) | Petr Janda / Zdeněk Rytíř                                     |                      | (Jiná nahrávka – s Petrášem)                   | ?                                          | V této verzi dosud nevyšlo – pro TV film Metronom (1974, čb).                                                                                       | |
| "Klára" | Petr Hejduk / Libor Křístek                                   | 2:11                 |                                                | 30. 1. 1974, Mozarteum                     | • SP Supraphon 1 43 1652, 1974 | • Singly IV (Bonton 1997) • Singly (1971–74) Slzy tvý mámy… (Supraphon 2007)                                                                                            |
| "Už je jí líp" | Petr Janda / Zdeněk Borovec                                   | 2:49                 |                                                | 30. 1. 1974, Mozarteum                     | • B-strana SP Klára (Supraphon 1 43 1652, 1974) | • Singly IV (Bonton 1997) • Singly (1971–74) Slzy tvý mámy… (Supraphon 2007) • Bonus na CD Kanagom (Zlatá edice, Supraphon 2008)                                        |
| |                                                               |                      |                                                |                                            | | |
| Jiné autorské aktivity: Petr Janda / Miroslav Černý: Pět dnů (25. 2. 1974, Mozarteum), zpěv: Milan Drobný. Skupina Milana Drobného.                                                                      |                                                               |                      |                                                |                                            | | |
| |                                                               |                      |                                                |                                            | | |
| Jiné autorské aktivity: Petr Janda / Václav Fischer: Skončil bál (10. 4. 1974, Studio Dejvice), zpěv: Hana Zagorová. Orch. Karla Vágnera.                                                                |                                                               |                      |                                                |                                            | | |
| |                                                               |                      |                                                |                                            | | |
| "Samá voda, přihořívá" | Petr Janda / Václav Fischer                                   | 2:34                 | Zpěv: Petr Janda. Olympic a Studiový orchestr. | 19. 4. 1974, Čs. rozhlas                   | • SP Supraphon 1 43 1686, 1974 | • Singly IV (Bonton 1997) • Singly (1971–74) Slzy tvý mámy… (Supraphon 2007)                                                                                            |
| "Už je čas" | Petr Janda / Václav Fischer                                   | 3:21                 | Zpěv: Petr Janda. Olympic a Studiový orchestr. | 19. 4. 1974, Čs. rozhlas                   | • B-strana SP Samá voda, přihořívá (Supraphon 1 43 1686, 1974)                                                                                      | • Singly IV (Bonton 1997) • Singly (1971–74) Slzy tvý mámy… (Supraphon 2007) • Bonus na CD Marathón (Zlatá edice, Supraphon 2006)                                       |
| "Hop a nebo trop" | Petr Janda / Zdeněk Rytíř                                     | 2:09                 |                                                | 14. 5. 1974, Čs. televize                  | Dříve nevyšlo | • Olympic 50 – Hity, singly, rarity (Supraphon 2012) |
| "Já tam byl" | Petr Janda / Zdeněk Rytíř                                     | 4:39                 |                                                | 2. 7. 1974, Mozarteum                      | • SP Supraphon 1 43 1717, 1974 | • Singly IV (Bonton 1997) • Singly (1971–74) Slzy tvý mámy… (Supraphon 2007) • Bonus na CD Marathón (Zlatá edice, Supraphon 2006)                                       |
| "Poslouchej mou píseň" | Petr Hejduk / Libor Křístek                                   | 3:58                 |                                                | 2. 7. 1974, Mozarteum                      | • B-strana SP Já tam byl (Supraphon 1 43 1717, 1974)                                                                                                | • Singly IV (Bonton 1997) • Singly (1971–74) Slzy tvý mámy… (Supraphon 2007)                                                                                            |
| |                                                               |                      |                                                |                                            | | |
| Jiné autorské aktivity: Petr Janda / Miroslav Černý: Všechno jde stranou (16. 9. 1974, Mozarteum), zpěv: Milan Drobný. Skupina Milana Drobného.                                                          |                                                               |                      |                                                |                                            | | |
| |                                                               |                      |                                                |                                            | | |
| Jiné autorské aktivity: Petr Hejduk / Libor Křístek: Spartakiáda (17. 9. 1974, Čs. rozhlas), zpěv: Jiří Štědroň. Orchestr Čs. televize.                                                                  |                                                               |                      |                                                |                                            | | |
| |                                                               |                      |                                                |                                            | | |
| Jiné autorské aktivity: Petr Hejduk / Libor Křístek: Ven se mnou když chceš jít (1974, Čs. rozhlas), zpěv: Hana Ulrychová a Sbor Lubomíra Pánka. TOČR.                                                   |                                                               |                      |                                                |                                            | | |
| |                                                               |                      |                                                |                                            | | |
| Jiné autorské a pěvecké aktivity: Petr Janda / Václav Fischer: Slunci vstříc (1974, Mozarteum), zpěv: Petr Janda. Orch. Ladislava Štaidla. LP sampler Slunci vstříc, Supraphon 1 13 1728 (1975), track 1 |                                                               |                      |                                                |                                            | | |
| |                                                               |                      |                                                |                                            | | |
| "Další výlet pana Broučka" | Petr Janda / Jiří Oulík                                       | 3:50                 | Olympic a Orchestr Karla Vlacha                | 5. 12. 1974, Čs. rozhlas                   | • LP sampler Praha slaví 30 let, Supraphon 1 13 1548 (1975), track 9                                                                                | • RARITY – Bonusové CD k boxu 14 CD (Supraphon 2010) |
| "Až se zítra probudíš" | Petr Janda / Václav Babula                                    | 4:01                 |                                                | 7. 12. 1974, Čs. rozhlas                   | | • Olympic 50 – Hity, singly, rarity (Supraphon 2012) |
| "Už je jí líp" (instrumentální verze) | Petr Janda                                                    | 3:14                 | Felix Slováček: sopránsaxofon                  | 7. 12. 1974, Čs. rozhlas                   | Dříve nevyšlo | • Olympic 50 – Hity, singly, rarity (Supraphon 2012) |
| "Kamarádi" | anonym                                                        |                      | Planety (zpěv) a Olympic (instrum. základ)     | Prosinec 1974, Čs. rozhlas                 | • LP sampler Mládí hraje a zpívá, Supraphon 1 13 1930 (1976), track A4                                                                              | |
| "Překrásná země" | Jan Seidel / K.M.Walló                                        |                      | Planety (zpěv) a Olympic (instrum. základ)     | Prosinec 1974, Čs. rozhlas                 | • LP sampler Mládí hraje a zpívá, Supraphon 1 13 1930 (1976), track A5                                                                              | |
| "Pojď blíž, pojď k nám" | Petr Hejduk / Libor Křístek                                   | 2:45                 |                                                | 27. 12. 1974, Mozarteum                    | • SP Supraphon 1 43 1786, 1975 | • Singly IV (Bonton 1997) • Singly (1971–74) Slzy tvý mámy… (Supraphon 2007)                                                                                            |
| "Mám chuť žít" | Petr Janda / Zdeněk Borovec                                   | 3:59                 |                                                | 27. 12. 1974, Mozarteum                    | • B-strana SP Pojď blíž, pojď k nám (Supraphon 1 43 1786, 1975)                                                                                     | • Singly IV (Bonton 1997) • Singly (1971–74) Slzy tvý mámy… (Supraphon 2007)                                                                                            |
| "To znáš" | Petr Janda / Jiří Oulík                                       | 2:20                 |                                                | 27. 12. 1974, Mozarteum                    | • SP Supraphon 1 43 1884, 1975 | • Singly V (Bonton, 1998) • Singly 5 (Supraphon, 2007) • Bonus na CD Kanagom (Zlatá edice, Supraphon 2008) • Olympic 50 – Hity, singly, rarity (Supraphon 2012)         |
| "Zázračný lék" | Petr Janda / Jiří Oulík                                       | 4:11                 |                                                | 27. 12. 1974, Mozarteum                    | • B-strana SP To znáš (Supraphon 1 43 1884, 1975)                                                                                                   | • Singly V (Bonton 1998) • Singly 5 (Supraphon 2007) |
| |                                                               |                      |                                                |                                            | | |
| Jiné autorské aktivity: Petr Janda / Jiří Oulík: Dětské sny (21. 2. 1975, Mozarteum), zpěv: Pavel Bartoň. TOČR.                                                                                          |                                                               |                      |                                                |                                            | | |
| |                                                               |                      |                                                |                                            | | |
| "Hůl" (singlová verze) | Petr Janda / Eduard Pergner                                   | 2:35                 | Olympic a Orchestr Karla Vlacha                | 2. 4. 1975 (?), Studio Dejvice)            | • SP Supraphon 1 43 1840 (1975) (Olympic na B-straně nehraje – je zde skladba Tenkrát jako dnes s Jiřím Štědroněm za doprovodu Orch. Karla Vlacha). | • RARITY – Bonusové CD k boxu 14 CD (Supraphon 2010) |
| "Hůl" (verze s pozměněným textem) | Petr Janda / Eduard Pergner                                   | 2:35                 | Olympic a Orchestr Karla Vlacha                | 2. 4. 1975 (?), Studio Dejvice)            | Dříve nevyšlo – verze s pozměněným textem | • Singly V (Bonton 1998) • Singly 5 (Supraphon 2007) |
| Bratislavská lyra 1975: Hůl. (Eduard Pergner psal texty pod pseudonymem Boris Janíček.) |                                                               |                      |                                                |                                            | | |
| |                                                               |                      |                                                |                                            | | |
| Jiné autorské aktivity: Petr Janda / Zdeněk Borovec: Akvamarin (1975, Studio Dejvice), zpěv: Petr Rezek a Sbor Lubomíra Pánka. Orch. Karla Vlacha. (Pro Bratislavskou lyru 1975 – autorská soutěž.)      |                                                               |                      |                                                |                                            | | |
| |                                                               |                      |                                                |                                            | | |
| Jiné autorské aktivity: Petr Janda / Václav Fischer: Krakonoš (12. 9. 1975, Čs. rozhlas Praha), zpěv: Karel Černoch a Sbor Lubomíra Pánka. Orch. Václava Hybše. (Pro Děčínskou kotvu 1975.)              |                                                               |                      |                                                |                                            | | |
| |                                                               |                      |                                                |                                            | | |
| "Na to znamení stůj" | Bohuslav Ondráček / Zdeněk Borovec                            | 3:10                 | Olympic a Orchestr Studio Brno                 | 10. 11. 1975, Čs. rozhlas Brno             | • SP Supraphon 1 43 1916, 1975 | • Singly V (Bonton 1998) • Singly 5 (Supraphon 2007) |
| "Až se zítra probudíš" | Petr Janda / Václa Babula                                     | 3:58                 |                                                | 10. 11. 1975, Čs. rozhlas Brno             | • B-strana SP Na to znamení stůj (Supraphon 1 43 1916, 1975)                                                                                        | • Singly V (Bonton 1998) • Singly 5 (Supraphon 2007) |
| "Marathón" (alt. verze) |                                                               |                      | (Jiná nahrávka – s Petrášem)                   | ?                                          | V této verzi dosud nevyšlo – pro TV film Poslouchej mou píseň (1975).                                                                               | |
| "Jdi spát, pírko paví" |                                                               |                      | Zpěv: Pavel Petráš                             | ?                                          | Dosud nevyšlo – pro TV film Poslouchej mou píseň (1975).                                                                                            | |
| "Mám chuť žít" (alt. verze) |                                                               |                      | (Jiná nahrávka než na desce)                   | ?                                          | V této verzi dosud nevyšlo – pro TV film Poslouchej mou píseň (1975).                                                                               | |
| "Vůně Vánoc" (jiná verze – s cenzurovaným textem) | Petr Janda / Jiří Štaidl                                      | 2:22                 | Baskytara: Pavel Petráš                        | 28. 11. 1975, Čs. rozhlas                  | Verze s cenzurovaným textem (odstraněny křesťanské symboly). Původní verze byla natočena v roce 1970.                                               | • Olympic 50 – Hity, singly, rarity (Supraphon 2012) |
| |                                                               |                      |                                                |                                            | | |
| V prosinci nastoupil nový baskytarista Milan Broum. |                                                               |                      |                                                |                                            | | |
| |                                                               |                      |                                                |                                            | | |
| "Pověst o králi" | Petr Janda / Jan Krůta                                        | 2:35                 | Baskytara: Milan Broum                         | 19. 12. 1975, Studio Dejvice               | • LP sampler Staré pověsti české, Supraphon 1 13 1719 (1976), track 10                                                                              | • RARITY – Bonusové CD k boxu 14 CD (Supraphon 2010) • Olympic / Milan Broum - Sprcha (Oldřich Zámostný 2016)                                                           |
| "V zeleném zátiší" | Petr Janda / Václav Fischer                                   | 2:17                 | ?                                              | 20. 12. 1975, Čs. rozhlas                  | | • Olympic 50 – Hity, singly, rarity (Supraphon 2012) |
| "Neznámému dárci" | Zdeněk Barták / Jaroslav Machek                               | 3:17                 | ?                                              | 20. 12. 1975, Čs. rozhlas                  | | • Olympic 50 – Hity, singly, rarity (Supraphon 2012) |
| "Nehoda" | Petr Janda / Jiří Oulík                                       | 5:21                 | Baskytara: Milan Broum                         | 21. 1. 1976, Mozarteum                     | • SP Supraphon 1 43 1948, 1976 | • Singly V (Bonton 1998) • Singly 5 (Supraphon 2007) • Bonus na CD Kanagom (Zlatá edice, Supraphon 2008)                                                                |
| "Jako kluci začli jsme hrát" (živé TV vystoupení) | Petr Janda / Zdeněk Borovec                                   | 7:03                 | Baskytara: Milan Broum                         | Leden 1976, Čs. televize                   | Dříve nevyšlo – živé TV vystoupení v pořadu Hudební studio M.                                                                                       | • Olympic / Milan Broum - Sprcha (Oldřich Zámostný 2016) |
| "To znáš" (živé TV vystoupení) | Petr Janda / Jiří Oulík                                       |                      | Baskytara: Milan Broum                         | Leden 1976, Čs. televize                   | Dosud nevyšlo – živé TV vystoupení v pořadu Hudební studio M.                                                                                       | |
| "Poslouchej mou píseň" (živé TV vystoupení) | Petr Hejduk / Libor Křístek                                   |                      | Baskytara: Milan Broum                         | Leden 1976, Čs. televize                   | Dosud nevyšlo – živé TV vystoupení v pořadu Hudební studio M.                                                                                       | |
| "Marathón" (živé TV vystoupení) | Petr Janda / Jiří Oulík                                       |                      | Baskytara: Milan Broum                         | Leden 1976, Čs. televize                   | Dosud nevyšlo – živé TV vystoupení v pořadu Hudební studio M.                                                                                       | |
| První televizní vystoupení s Milanem Broumem. Premiéra byla 19. 3. 1976. Rešerše uvádí ještě píseň Já tam byl, ale ta v pořadu chybí.                                                                    |                                                               |                      |                                                |                                            | | |
| "U přepážky č. 306" | Petr Janda / Zdeněk Borovec                                   | 2:45                 | Baskytara: Pavel Petráš!                       | 16. 2. 1976, Čs. televize                  | • B-strana SP Nehoda (Supraphon 1 43 1948, 1976) | • Singly V (Bonton 1998) • Singly 5 (Supraphon 2007) |
| |                                                               |                      |                                                |                                            | | |
| Jiné autorské aktivity: Petr Janda / Václav Fischer: Náruč kopretin (24. 2. 1976, Studio Dejvice), zpěv: Yvetta Simonová a Milan Chladil. Orch. Karla Vlacha.                                            |                                                               |                      |                                                |                                            | | |
| |                                                               |                      |                                                |                                            | | |
| "On" | Petr Janda / Zdeněk Borovec                                   | 4:16                 | Baskytara: Milan Broum                         | 5. 5. 1976, Mozarteum                      | • B-strana SP Supraphon 1 43 1990 (1976) (Olympic na A-straně nehraje – je zde skladba Důvod k radosti s Ludmilou Podubeckou za doprovodu TOČRu).   | • Singly V (Bonton 1998) • Singly 5 (Supraphon 2007) • Bonus na CD Marathón (Zlatá edice, Supraphon 2006)                                                               |
| Bratislavská lyra 1976 – On. |                                                               |                      |                                                |                                            | | |
| "Černovláska" | Petr Hejduk / Zdeněk Borovec                                  | 3:13                 | Baskytara: Milan Broum                         | 5. 5. 1976, Mozarteum                      | • SP Supraphon 1 43 2004, 1976 | • Singly V (Bonton 1998) • Singly 5 (Supraphon 2007) |
| "Dva klauni" | Petr Janda / Jiří Oulík                                       | 3:27                 | Baskytara: Milan Broum                         | 31. 5. 1976, Mozarteum                     | • B-strana SP Černovláska (Supraphon 1 43 2004, 1976)                                                                                               | • Singly V (Bonton, 1998) • Singly 5 (Supraphon 2007) • Bonus na CD Kanagom (Zlatá edice, Supraphon 2008) • Olympic 50 – Hity, singly, rarity (Supraphon 2012)          |
| "Maratón" (TV klip pro Písničky pod rentgenem) | Petr Janda / Jiří Oulík                                       | (6:52)               | Baskytara: Milan Broum                         | 1976, Čs. televize                         | Dosud nevyšlo – pro TV pořad Písničky pod rentgenem                                                                                                 | |
| |                                                               |                      |                                                |                                            | | |
| Jiné autorské aktivity: Petr Hejduk / Libor Křístek: Byl to víc než přítel můj (17. 9. 1976, Čs. televize), zpěv: Hana Zagorová. Orch. Karla Vágnera.                                                    |                                                               |                      |                                                |                                            | | |
| |                                                               |                      |                                                |                                            | | |
| Jiné autorské aktivity: Petr Janda / Zdeněk Borovec: Stále šťastné údolí (4. 1. 1977, Mozarteum), zpěv: Václav Neckář. Bacily.                                                                           |                                                               |                      |                                                |                                            | | |
| |                                                               |                      |                                                |                                            | | |
| Jiné autorské aktivity: Petr Hejduk / Libor Křístek: Kolikrát (11. 2. 1977, Mozarteum), zpěv: Jiří Korn. Orch. Václava Hybše.                                                                            |                                                               |                      |                                                |                                            | | |
| |                                                               |                      |                                                |                                            | | |
| "Heaven Overhead" (Nebe nad hlavou) | Petr Janda / Václav Fischer. Angl. text: Joy Turner-Kadečková | 2:21 (2:25 )         | Nově natočený instrum. základ                  | 7.–11. 2. 1977, Studio Dejvice             | • LP sampler Overhead (anglicky) (Artia 1 13 2380, 1978), track 1                                                                                   | • Reedice vyšla pouze jako digitální vydání (Supraphon 2012) |
| "It's High Time" (Už je čas) | Petr Janda / Václav Fischer. Angl. text: Joy Turner-Kadečková | 3:28 (3:15 )         | Instrum. základ z české verze                  | 7.–11. 2. 1977, Studio Dejvice             | • LP sampler Overhead (anglicky) (Artia 1 13 2380, 1978), track 2                                                                                   | • Reedice vyšla pouze jako digitální vydání (Supraphon 2012) |
| "Slaying Stars" (Nehoda) | Petr Janda / Jiří Oulík. Angl. text: Vladimír Čort            | 5:31 (4:20 (chyba) ) | Instrum. základ z české verze                  | 7.–11. 2. 1977, Studio Dejvice             | • LP sampler Overhead (anglicky) (Artia 1 13 2380, 1978), track 3                                                                                   | • Reedice vyšla pouze jako digitální vydání (Supraphon 2012) |
| "Yours Mother's Tears" (Slzy tvý mámy) | Petr Janda / Václav Babula. Angl. text: Joy Turner-Kadečková  | 4:21 (4:20 )         | Instrum. základ z české verze                  | 7.–11. 2. 1977, Studio Dejvice             | • LP sampler Overhead (anglicky) (Artia 1 13 2380, 1978), track 4                                                                                   | • Reedice vyšla pouze jako digitální vydání (Supraphon 2012) |
| "My World" (To znáš) | Petr Janda / Jiří Oulík. Angl. text: Vladimír Čort            | 4:34 (4:30 )         | Nově natočený instrum. základ                  | 7.–11. 2. 1977, Studio Dejvice             | • LP sampler Overhead (anglicky) (Artia 1 13 2380, 1978), track 5                                                                                   | • Reedice vyšla pouze jako digitální vydání (Supraphon 2012) |
| "Highway" (Harém) | Petr Janda / Václav Fischer. Angl. text: Vladimír Čort        | 4:56 (4:35 )         | Instrum. základ z české verze                  | 7.–11. 2. 1977, Studio Dejvice             | • LP sampler Overhead (anglicky) (Artia 1 13 2380, 1978), track 6                                                                                   | • Reedice vyšla pouze jako digitální vydání (Supraphon 2012) |
| "Hijacker" (Únos) | Petr Janda / Zdeněk Rytíř. Angl. text: Joy Turner-Kadečková   | 5:08 (5:30 )         | Instrum. základ z české verze                  | 7.–11. 2. 1977, Studio Dejvice             | • LP sampler Overhead (anglicky) (Artia 1 13 2380, 1978), track 7                                                                                   | • Reedice vyšla pouze jako digitální vydání (Supraphon 2012) |
| "I've Been There" (Já tam byl) | Petr Janda / Zdeněk Rytíř. Angl. text: Joy Turner-Kadečková   | 4:04 (4:20 )         | Instrum. základ z české verze                  | 7.–11. 2. 1977, Studio Dejvice             | • LP sampler Overhead (anglicky) (Artia 1 13 2380, 1978), track 8                                                                                   | • Reedice vyšla pouze jako digitální vydání (Supraphon 2012) |
| "Marathon" (Maratón) | Petr Janda / Jiří Oulík. Angl. text: Joy Turner-Kadečková     | 6:27 (6:35 )         | Instrum. základ z české verze (zkráceno)       | 7.–11. 2. 1977, Studio Dejvice             | • LP sampler Overhead (anglicky) (Artia 1 13 2380, 1978), track 9                                                                                   | • Reedice vyšla pouze jako digitální vydání (Supraphon 2012) |
| "Jako kluci začli jsme hrát" | Petr Janda / Zdeněk Borovec                                   | 7:14                 |                                                | 2. 5. 1977, Mozarteum                      | • LP Marathón (Supraphon 1 13 2119, 1978), track 1                                                                                                  | • CD Marathón (Supraphon 1992, 2006) |
| "Mráz" | Petr Hejduk / Jiří Oulík                                      | 4:49                 | Conga: Jiří Tomek j. h.                        | 2. 5. 1977, Mozarteum                      | • LP Marathón (Supraphon 1 13 2119, 1978), track 2                                                                                                  | • CD Marathón (Supraphon 1992, 2006) |
| "Černá kronika" | Petr Janda / Zdeněk Rytíř                                     | 5:13                 |                                                | 2. 5. 1977, Mozarteum                      | • LP Marathón (Supraphon 1 13 2119, 1978), track 3                                                                                                  | • CD Marathón (Supraphon 1992, 2006) |
| "Tak teto, tady je to" | Petr Hejduk / Zdeněk Borovec                                  | 1:57                 |                                                | 2. 5. 1977, Mozarteum                      | • LP Marathón (Supraphon 1 13 2119, 1978), track 4                                                                                                  | • CD Marathón (Supraphon 1992, 2006) |
| "Marathón" (Maratón?) | Petr Janda / Jiří Oulík                                       | 7:43                 | Conga: Jiří Tomek j. h.                        | 2. 5. 1977, Mozarteum                      | • LP Marathón (Supraphon 1 13 2119, 1978), track 5                                                                                                  | • CD Marathón (Supraphon 1992, 2006) |
| "Taky jsem se narodil bos" | Petr Janda / Zdeněk Borovec                                   | 4:15                 |                                                | 2. 5. 1977, Mozarteum                      | • LP Marathón (Supraphon 1 13 2119, 1978), track 6                                                                                                  | • CD Marathón (Supraphon 1992, 2006) |
| "Tak jedem dál" | Petr Janda / Zdeněk Borovec                                   | 4:47                 |                                                | 2. 5. 1977, Mozarteum                      | • LP Marathón (Supraphon 1 13 2119, 1978), track 8                                                                                                  | • CD Marathón (Supraphon 1992, 2006) |
| "Mám rád chvíle, kdy se něco děje" | Petr Janda / Václav Babula                                    | 2:18                 |                                                | 2. 5. 1977, Mozarteum                      | • SP Supraphon 1 43 2106, 1977 | • Singly V (Bonton 1998) • Singly 5 (Supraphon 2007) |
| Bratislavská lyra 1977 – Mám rád chvíle, kdy se něco děje. |                                                               |                      |                                                |                                            | | |
| "Nech to být" | Petr Janda / Zdeněk Borovec                                   | 3:11                 |                                                | 3. 5. 1977, Mozarteum                      | • B-strana SP Mám rád chvíle, kdy se něco děje (Supraphon 1 43 2106, 1977) • LP Marathón (Supraphon 1 13 2119, 1978), track 7                       | • Singly V (Bonton 1998) • Singly 5 (Supraphon 2007) • CD Marathón (Supraphon 1992, 2006) • Bonus na CD Prázdniny na Zemi (Zlatá edice, Supraphon 2007)                 |
| "Ďábel bump" | Petr Hejduk / Vladimír Čort                                   | 3:29                 |                                                | 3. 5. 1977, Mozarteum                      | • SP Supraphon 1 43 2123, 1977 | • Singly V (Bonton 1998) • Singly 5 (Supraphon 2007) |
| "Létání" | Petr Janda / Jiří Oulík                                       | 3:23                 |                                                | 4. 5. 1977, Mozarteum                      | • B-strana SP Ďábel bump (Supraphon 1 43 2123, 1977)                                                                                                | • Singly V (Bonton 1998) • Singly 5 (Supraphon 2007) • Bonus na CD Marathón (Zlatá edice, Supraphon 2006)                                                               |
| "Máš ráda déšť" | Petr Hejduk / Jiří Oulík                                      | 3:35                 |                                                | 16. 5. 1977, Mozarteum                     | • SP Supraphon 1 43 2209, 1978 | • Singly V (Bonton 1998) • Singly 5 (Supraphon 2007) • Olympic 50 – Hity, singly, rarity (Supraphon 2012) • Bonus na CD Prázdniny na Zemi (Zlatá edice, Supraphon 2007) |
| "Nezapomeň" | Petr Janda / Pavel Chrastina                                  | 4:40                 |                                                | 16. 1. 1977 (?) 16. 5. 1977 (?), Mozarteum | • B-strana SP Máš ráda déšť (Supraphon 1 43 2209, 1978)                                                                                             | • Singly V (Bonton 1998) • Singly 5 (Supraphon 2007) • Bonus na CD Prázdniny na Zemi (Zlatá edice, Supraphon 2007)                                                      |